# El sol en el espejo
 El sol en el espejo es una película, coproducción de Argentina y España, dirigida por Antonio Fernández-Román sobre su propio guion escrito en colaboración con Antonio Vich y José Luis Colina según la obra teatral Los pobrecitos, de Alfonso Paso que fue estrenada en España el 8 de julio de 1963, pero nunca fue exhibida comercialmente en Argentina. Tuvo como protagonistas a Ivonne de Lys, Luis Dávila, José Isbert y María Asquerino.

## Sinopsis
Una muchacha llega a una mísera pensión y comienza un romance con un escritor frustrado.

## Reparto
Participaron en el filme los siguientes intérpretes:
- Ivonne De Lys
- Luis Dávila
- José Isbert
- María Asquerino
- Enzo Viena
- Alberto Dalbes
- Gracita Morales
- Margarita Lozano
- Porfiria Sanchiz
- Gracita Morales
- Beni Deus